# 木林稚栄
木林 稚栄（きばやし ちえ、1989年12月22日 - ）は、日本の元女子バスケットボール選手である。ニックネームは「リン」。東京都出身。ポジションはC/F。

## 来歴
小学生のときに地元のミニバスケチームに所属、中学は北九州の折尾中学校、高校は名古屋の桜花学園高校で全国タイトルを獲得。
卒業後、ジャパンエナジーに入社。ルーキーシーズンは10試合途中出場。
日本代表としてロンドン五輪世界最終予選に出場。
2017年引退。アシスタントコーチに転じる。
2021年、山形銀行ライヤーズのヘッドコーチに就任。

## 経歴
- 桜花学園高 - JOMO/JX（2008年〜2017年）